# 3157 Новіков
3157 Новіков (3157 Novikov) — астероїд головного поясу, відкритий 25 вересня 1973 року.
Тіссеранів параметр щодо Юпітера — 3,178.